# Marie Stopes
Marie Charlotte Carmichael Stopes  (Edinburgh, 15 oktober 1880 - Dorking, 2 oktober 1958) was een Brits paleobotanicus, schrijfster, en actievoerder voor vrouwenrechten en eugenetica.  Als wetenschapper leverde ze een belangrijke bijdrage aan de paleontologie van planten en de classificatie van steenkool. Zij was de eerste vrouwelijke academicus die verbonden was aan de Universiteit van Manchester.   
Haar boek Married Love (1918) was controversieel en invloedrijk en maakte anticonceptie een onderwerp van bredere discussie. Samen met haar tweede man, Humphrey Verdon Roe, richtte zij de eerste de anticonceptiekliniek in Groot-Brittannië op. Zij was redacteur van de nieuwsbrief Birth Control News, die praktisch advies gaf over het voorkomen van zwangerschap. Stopes was een tegenstander van abortus; zij vond dat anticonceptie voldoende was. 

## Jeugd en studie
Stopes was de dochter van de bierbrouwer, ingenieur, architect en paleontoloog Henry Stopes uit Colchester, en diens vrouw Charlotte Carmichael, een deskundige op het gebied van het werk van Shakespeare en een activist voor vrouwenrechten uit Edinburgh. Stopes groeide op in Londen. Haar ouders waren allebei lid van de British Association for the Advancement of Science. Zij namen hun dochter mee naar bijeenkomsten waar ze beroemde wetenschappers ontmoette.  Zij kreeg eerst thuis onderwijs; van 1892 tot 1894 ging ze naar St George's School for Girls in Edinburgh en daarna naar de North London Collegiate School, waar ze goed bevriend raakte met de Nederlandse Olga Fröbe-Kapteyn, later een internationaal bekend spiritualist en theosoof. 
Stopes studeerde botanie en geologie aan University College in Londen.  Na slechts twee jaar behaalde zij in 1902 cum laude haar baccalaureaat.  Zij deed onderzoek naar de voortplanting van cycadaceae aan de Universiteit van München, waar ze in 1904 promoveerde. In datzelfde jaar werd ze als een van de eerste vrouwen toegelaten tot de Linnean Society of London.  Van 1904 tot 1910 was ze universitair docent in de paleobotanie aan de Universiteit van Manchester; daarmee was ze de eerste vrouwelijke academicus die als docent aan deze universiteit verbonden was.  Tot 1920 was ze ook verbonden als gastdocent in de paleobotanie aan University College Londen.

## Wetenschappelijk onderzoek
In Manchester deed ze onderzoek naar steenkool en naar Glossopteris (een geslacht van uitgestorven varens uit het Perm). Ze poogde daarmee de theorie van Eduard Suess over het bestaan van Gondwana of Pangaea te bewijzen. In 1907 ging Stopes op een wetenschappelijke missie naar Japan.  Ze verbleef achttien maanden aan de Universiteit van Tokio en onderzocht kolenmijnen op Hokkaido op zoek naar plantfossielen.  In 1910 publiceerde ze haar Japanse ervaringen in dagboekvorm onder de titel Journal from Japan: a daily record of life as seen by a scientist.
In 1910 gaf de Geologische Dienst van Canada Stopes opdracht om de ouderdom van de Fern Ledges te bepalen, een geologische structuur in Saint John, New Brunswick. Canadese geleerden waren verdeeld over de  juiste datering. Stopes ontmoette in St. Louis, Missouri de Canadese onderzoeker Reginald Ruggles Gates;  ze verloofden zich twee dagen later. Ze begon haar werk aan de Fern Ledges in februari 1911, deed geologisch veldwerk, onderzoek in de geologische collecties in musea en verscheepte monsters naar Engeland voor verder onderzoek. Het paar trouwde in maart en keerde op 1 april dat jaar terug naar Engeland. Stopes zette haar onderzoek voort. Halverwege 1912 rapporteerde ze haar resultaten, haar conclusie was dat de Fern Ledges uit het Carboon stamden. De regering van Canada publiceerde haar resultaten in 1914. Later datzelfde jaar werd haar huwelijk met Gates nietig verklaard.
Tijdens de Eerste Wereldoorlog was Stopes betrokken bij onderzoek naar steenkool voor de  Britse regering. Samen met R.V. Wheeler publiceerde ze in 1918 een studie over dit onderwerp. Door het succes van Stopes' werk op het gebied van huwelijk en anticonceptie verminderde ze haar onderzoekswerk; haar laatste wetenschappelijke publicaties dateren van 1935.  Tussen 1903 en 1935 hoorde ze bij de meest vooraanstaande paleobotanisten van haar tijd. De door haar ontwikkelde steenkoolclassificatie en -terminologie worden nog steeds gebruikt.

## Anticonceptie en vrouwenrechten
Rond het begin van haar echtscheidingsprocedure in 1913 begon Stopes een boek te schrijven over de manier waarop ze dacht dat het huwelijk zou moeten werken. In juli 1913 ontmoette ze Margaret Sanger, die net een toespraak over geboortebeperking had gegeven tijdens een  bijeenkomst van de Fabian Society. Stopes toonde Sanger haar geschriften en vroeg haar advies over een hoofdstuk over anticonceptie. Tegen het einde van 1913 was het boek van Stopes klaar. Verschillende uitgevers weigerden het boek ook omdat ze het te controversieel vonden. Toen Binnie Dunlop, secretaris van de Malthusian League, haar in 1917 voorstelde aan haar toekomstige tweede echtgenoot, Humphrey Verdon Roe, kreeg ze de kans om haar boek te publiceren. Roe was een filantroop die geïnteresseerd was in anticonceptie; hij betaalde om het werk te publiceren. Het boek was direct een  succes en werd in het eerste jaar vijf keer herdrukt en bracht Stopes landelijke bekendheid.
Het succes van Married Love moedigde Stopes aan om voor een vervolg te zorgen: Wise Parenthood: a Book for Married People, een handleiding over geboortebeperking die later dat jaar werd gepubliceerd.  Veel lezers schreven naar Stopes voor persoonlijk advies, dat zij met volle inzet trachtte te geven.  In 1918 publiceerde Stopes A Letter to Working Mothers on how to have healthy children and avoid weakening pregnancies. Dit was een samenvatting van Wise Parenthood, en specifiek geschreven voor de armen. Het  zestien pagina's tellende pamflet werd gratis verspreid. Eerder had Stopes zich vooral gericht op de middenklassen en had weinig belangstelling of respect voor de arbeiders getoond. Met dit pamflet wilde ze dit rechtzetten.  
In 1920 gaf Stopes haar aanstelling aan University College Londen op om zich te kunnen richten op de oprichting van een kliniek voor anticonceptie in Londen. Zij werkte hierin samen met haar man, Humphrey Verdon Roe en werd geïnspireerd door het werk van Margaret Sanger in de Verenigde Staten. Zij richtte de Society for Constructive Birth Control and Racial Progress op, die steun moest geven aan het initiatief voor een kliniek. Op 17 maart 1921 werd de Mothers' Clinic geopend in Noord-Londen. In de kliniek waren vroedvrouwen werkzaam die ondersteund werden door artsen. Getrouwde vrouwen konden er terecht voor advies over geboortebeperking;  ook werd er een door Stopes ontwikkeld cervixkapje verstrekt.  In 1925 verhuisde de kliniek naar het centrum van Londen, waar ze nog steeds gevestigd is. Van lieverlee ontwikkelde Stopes een netwerk van klinieken in het hele land.  Er werden Mothers' Clinics geopend in Leeds en Aberdeen (1934), Belfast (1936), Cardiff (1937) en Swansea (1943). De hieruit voortgekomen organisatie Marie Stopes International zet zich nog steeds wereldwijd in tegen ongewenste zwangerschappen.
Stopes was een tegenstander van abortus.  Zoals veel van haar tijdgenoten stond ze positief tegenover de invoering van een beleid geïnspireerd op de eugenetica. Zo was ze voorstander om mensen die geen goede ouders waren te steriliseren zodat ze geen kinderen konden krijgen. Haar publicaties en activisme brachten haar in conflict met de Kerk van Engeland en de Katholieke Kerk. 

## Externe bronnen
- Marie Stopes - biografie van BBC-History
- Marie Stopes - biografie op website Science Museum
- Marie Stopes - Encyclopaedia Britannica
- Marie Stopes International - website van de organisatie die het werk van Marie Stopes voortzet

- Bibsys: 90500190
- Biblioteca Nacional de España: XX1447020
- Bibliothèque nationale de France: cb12318386g (data)
- Author citation (botany): Stopes
- Catàleg d'autoritats de noms i títols de Catalunya: 981058615172306706
- CiNii: DA0200645X
- Digitale Bibliotheek voor de Nederlandse Letteren: stop014
- Gemeinsame Normdatei: 121726940
- International Standard Name Identifier: 0000 0001 0775 2465
- Library of Congress Control Number: n50047340
- Bibliotheek van het Japanse parlement: 00457843
- Nationale Bibliotheek van Tsjechië: jn20001227209
- Nationale bibliotheek van Australië: 35527117
- Nationale Bibliotheek van Israël: 987007275928805171
- Nederlandse Thesaurus van Auteursnamen: 071156437
- Istituto Centrale per il Catalogo Unico: CUBV150339
- LIBRIS: 282745
- SNAC: w6gt62h8
- Système universitaire de documentation: 068530269
- Trove: 985185
- Virtual International Authority File: 122296084
- WorldCat: E39PBJvXfc6FbXmdpggCGQyGHC